# Satzkorn
Satzkorn ist ein Ortsteil von Potsdam im Nordwesten der Stadt. Die bis dahin eigenständige Gemeinde wurde am 26. Oktober 2003 im Rahmen der brandenburgischen Gemeindegebietsreform nach Potsdam eingemeindet.
Satzkorn liegt am Berliner Außenring und ist über die Bundesautobahn 10 und über die Bundesstraße 273 zu erreichen. Außerdem ist die Buslinie 609 eingerichtet, die stündlich zwischen Potsdam Hauptbahnhof, Neu Fahrland, Fahrland, Kartzow, Satzkorn und Marquardt verkehrt.
Seit der Eingemeindung hat Satzkorn einen von der eigenen Bevölkerung gewählten, dreiköpfigen Ortsbeirat, dem ein Ortsbürgermeister vorsitzt.

## Geschichte
Laut archäologischen Funden von Bandkeramik war die Gegend um Satzkorn im 6. Jahrtausend vor Christus besiedelt und ist damit eine der am frühesten besiedelten Gegenden Brandenburgs. Im Jahr 2020 kamen umfangreiche Reste einer Siedlung der Britzer Kultur aus dem 4. Jahrtausend v. Chr. zutage. Andere archäologische Funde wurden auf die Bronze-, Eisen- und die Römische Kaiserzeit datiert. Die frühesten schriftlichen Hinweise auf Satzkorn stammen aus dem Jahr 1332 in einer Urkunde des Klosters Spandau und aus dem Jahr 1375 im Landbuch Karls IV.

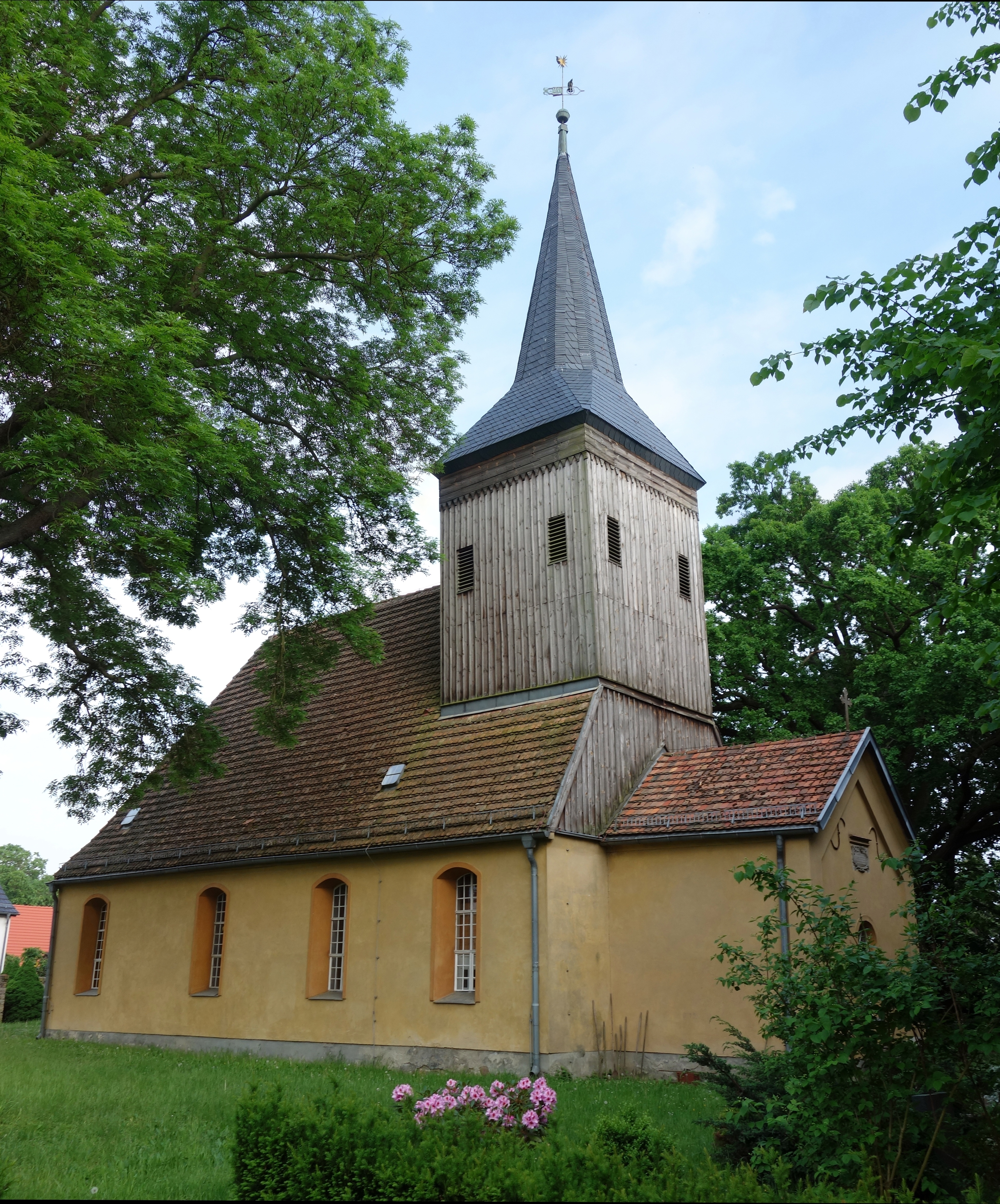
Dorfkirche von Satzkorn

Die einschiffige, evangelische Dorfkirche Satzkorn wurde zuerst im 13. Jahrhundert aus Feldstein errichtet und 1669 umgebaut, wobei sie wahrscheinlich vergrößert wurde. 1873 und 1908 wurde sie erneut umgebaut. Der Bau ist rechteckig mit einer Apsis (halbrunder Abschluss) im Osten und einem kleinen, rechteckigen Vorbau im Westen, in dem sich vier Grabplatten aus dem 17. Jahrhundert befinden. Der mit Holz verkleidete, schiefergedeckte Turm der Kirche beherbergt drei Glocken. Im Innern birgt die Dorfkirche einen geschnitzten Altaraufsatz von 1670 und eine hölzerne Kanzel von 1671. Die Orgel wurde 1872/73 vom Orgelbaumeister Gesell gebaut, aus der gleichen Zeit stammen eine hölzerne Taufe und ein Speisegitter. Die Kirche gehört heute zum Evangelischen Pfarramt Fahrland.
Im Jahre 1902 wurde einen Kilometer westlich des Ortes eine Eisenbahnstrecke zur Umgehung von Berlin eröffnet, auch Satzkorn erhielt einen Bahnhof. Die Strecke gehört inzwischen zum Berliner Außenring. Der Bahnhof Satzkorn wurde 1993 für den Personenverkehr geschlossen.
Das in der Ortschaft befindliche Gutshaus Satzkorn wurde im Jahr 1739 in der heutigen Form auf einem älteren Vorgängerbau errichtet. Bauherr war die Familie Brandhorst, die sich nachfolgend Brandhorst-Satzkorn nannten und eine für Brandenburg seltene mehrhundertjährige Tradition als bürgerliche Gutsbesitzer begründeten. Um 1879 war die Witwe Brandhorst als Eigentümerin im General-Adressbuch der Rittergutsbesitzer von Brandenburg geführt. Satzkorn war ein kreistagsfähiges Rittergut, dem Gutsherrn stand ein Sitz im Kreisparlament faktisch zu. Das Gut selbst hatte eine Größe von 508 ha. 1914 gab es auf der Gemarkung zwei Güter, das Rittergut des Hauptmann a. D. Leopold Brandhorst-Satzkorn, und ein Gut, zur Gemeinde zugehörig, Inhaber war die Familie Grosse. Kurz vor der großen Wirtschaftskrise 1929/1930 bestanden in Satzkorn vier Landwirtschaftsbetriebe. Der 21 ha Hof von Friedrike Dähne, der 50 ha Besitz von Frieda Große, das 22 ha Gut des Albert Wendt und das Rittergut des Friedrich Brandhorst-Satzkorn mit damals 492 ha Umfang. Das Rittergut war zum Schluss Allodialbesitz und vormalig ein Familienfideikommiss. Das ehemalige Rittergut wurde nach 1945 für den Obstanbau genutzt und steht seit 1991 leer. Seit 2002 steht das Gebäude unter Denkmalschutz.
Der neue Satzkorner Sportplatz ist seit dem 4. September 2010 in Betrieb.